# Secrétaire d'État assistant pour les Organisations internationales
Le secrétaire d'État adjoint aux organisations internationales est une fonction officielle du gouvernement des États-Unis. Il est chargé, au sein du département d'État, de préparer et d'exécuter la politique des États-Unis aux Nations unies et dans les autres organisations internationales.
D'abord simple Bureau des affaires des organisations internationales, le poste de secrétaire adjoint aux Affaires des Nations unies a été créé en février 1949, en utilisant l’un des six postes de secrétaire adjoint autorisés à l’origine par le Congrès en 1944. Le 25 août 1954, une mesure administrative du département d'État a modifié la désignation du titulaire au poste de secrétaire d’État adjoint aux Affaires des organisations internationales.

## Liste des secrétaires d'État adjoints aux organisations internationales
| Titulaire                                  | Début              | Fin               |
| ------------------------------------------ | ------------------ | ----------------- |
| Dean Acheson                               | 20 décembre 1944   | 15 août 1945      |
| Dean Rusk                                  | 8 février 1949     | 26 mai 1949       |
| John D. Hickerson                          | 24 juin 1949       | 27 juillet 1953   |
| Robert Murphy                              | 20 mars 1953       | 30 novembre 1953  |
| David McK. Key                             | 4 décembre 1953    | 31 juillet 1955   |
| Francis O. Wilcox                          | 28 juillet 1955    | 20 janvier 1961   |
| Harlan Cleveland                           | 20 février 1961    | 8 septembre 1965  |
| Joseph John Sisco                          | 1er septembre 1965 | 9 février 1969    |
| Samuel De Palma                            | 7 février 1969     | 20 juin 1973      |
| David H. Popper                            | 12 juillet 1973    | 2 janvier 1974    |
| William B. Buffum                          | 19 décembre 1973   | 18 décembre 1975  |
| Samuel W. Lewis                            | 22 décembre 1975   | 13 avril 1977     |
| Charles W. Maynes                          | 7 avril 1977       | 9 avril 1980      |
| Richard Lee McCall, Jr.                    | 5 juin 1980        | 21 janvier 1981   |
| Elliott Abrams                             | 7 mai 1981         | 1er décembre 1981 |
| Gregory J. Newell                          | 28 mai 1982        | 12 novembre 1985  |
| Alan L. Keyes                              | 6 novembre 1985    | 17 novembre 1987  |
| Richard S. Williamson                      | 5 février 1988     | 19 mars 1989      |
| John R. Bolton                             | 5 mai 1989         | 19 janvier 1993   |
| Douglas J. Bennet Jr.                      | 25 mai 1993        | 31 mai 1995       |
| Princeton N. Lyman                         | 18 mars 1997       | 22 octobre 1998   |
| C. David Welch                             | 22 octobre 1998    | 19 novembre 2002  |
| Kim Holmes                                 | 19 novembre 2002   | 1er mai 2005      |
| Kristen Silverberg                         | 2 août 2005        | 27 juin 2008      |
| Brian H. Hook                              | 3 octobre 2008     | 20 janvier 2009   |
| Esther Brimmer                             | 2 avril 2009       | 3 juin 2013       |
| Bathsheba N. Crocker                       | 19 septembre 2014  | 20 janvier 2017   |
| Tracey Ann Jacobson (intérim)              | 20 janvier 2017    | octobre 2017      |
| Mary Catherine Phee (intérim)              | 12 décembre 2017   | mars 2018         |
| Kevin Moley                                | 26 mars 2018       | 29 novembre 2019  |
| Jonathan J. Moore (intérim)                | 29 novembre 2019   | 1er mars 2020     |
| Pamela D. Pryor (intérim, puis titulaire), | 2 mars 2020        | 20 janvier 2021   |
| Erica Barks-Ruggles                        | 20 janvier 2021    | 21 décembre 2021  |
| Michele J. Sison                           | 21 décembre 2021   | en cours          |